# کیلوتون
کیلوتون (انگلیسی: Kylotonn) شرکت بازی ویدئویی فرانسوی است، که در سال ۲۰۰۲ تأسیس شد.